# Воскресение (роман)
«Воскресе́ние» — последний роман Льва Николаевича Толстого, написанный им в 1889—1899 годах. Социальная панорама русской жизни конца XIX века от высших до низших слоёв: в романе фигурируют аристократы, петербургские чиновники, крестьяне, каторжники, революционеры и политические заключённые.
Роман почти сразу после публикации был переведён на основные европейские языки. Подобный успех во многом объяснялся остротой выбранной темы (судьба соблазнённой и брошенной офицером девушки, чувство вины перед которой впоследствии становится поводом изменения жизней их обоих) и колоссальным интересом к творчеству Толстого, который не писал романов после «Войны и мира» и «Анны Карениной».

## История создания
Роман «Воскресение» писался автором в 1889—1890, 1895—1896, 1898—1899 годах. Три раза по году, с перерывами. Изначально произведение писалось под названием «Коневская повесть», потому что в июне 1887 года Анатолий Фёдорович Кони рассказал при Толстом историю о том, как один из присяжных заседателей во время суда узнал в обвиняемой в краже проститутке ту женщину, которую он когда-то соблазнил. Эту женщину звали Розалия Онни и она была проституткой самого низкого разряда с изуродованным болезнью лицом. Но соблазнитель, вероятно, когда-то любивший её, решил на ней жениться и много хлопотал. Подвиг его не получил завершения: женщина умерла в тюрьме.
Трагичность положения полностью отражает сущность проституции и отдельно напоминает рассказ Ги де Мопассана «Порт» — любимый рассказ Толстого, который он перевёл, назвав «Франсуаза»: матрос, приехав из дальнего плавания, в порту нашёл публичный дом, взял женщину и узнал в ней сестру только тогда, когда она начала его расспрашивать, не видал ли он в море такого-то матроса, и назвала ему его собственное имя.
Впечатлённый всем этим, Лев Толстой попросил Кони отдать тему ему. Он начал развёртывать жизненную ситуацию в конфликт, и эта работа заняла несколько лет писательского труда и одиннадцать лет раздумий.
В романе косвенно отражены и глубоко личные события жизни самого Толстого: Незадолго до смерти он говорил П. И. Бирюкову: «Вот вы пишете про меня всё хорошее. Это неверно и неполно. Надо писать и дурное. В молодости я вёл очень дурную жизнь, и два события этой жизни особенно и до сих пор мучают меня. И я вам, как биографу, говорю это и прошу вас это написать в моей биографии. Эти события были: связь с крестьянской женщиной из нашей деревни, до моей женитьбы. На это есть намёк в моём рассказе «Дьявол». Второе — это преступление, которое я совершил с горничной Гашей, жившей в доме моей тётки. Она была невинна, я её соблазнил, её прогнали, и она погибла». В связи с работой Толстого над «Воскресением» его жена Софья Андреевна 13 сентября 1898 года записала в своём дневнике: «Я мучаюсь и тем, что Лев Николаевич, семидесятилетний старик, с особенным вкусом смакуя, как гастроном, вкусную еду, описывает сцены прелюбодеяния горничной с офицером. Я знаю, он сам подробно мне о том рассказывал, что Лев Николаевич в этой сцене описывает свою связь с горничной своей сестры в Пирогове. Я видела потом эту Гашу, теперь уже почти семидесятилетнюю старуху, он сам мне её указал, к моему глубокому отчаянию и отвращению». На самом деле Гаша не погибла, а служила такой же горничной в доме сестры Толстого Марии Николаевны. 
Толстой, работая над романом, в январе 1899 года посещал надзирателя Бутырской тюрьмы И. М. Виноградова и расспрашивал его о тюремном быте. В апреле 1899 года Толстой приехал в Бутырскую тюрьму, чтобы пройти с отправляемыми в Сибирь осуждёнными путь до Николаевского вокзала, а затем изобразил этот путь в романе. Когда роман начал печататься, Толстой принялся за его переработку и буквально за ночь до публикации очередной главы «не унимался: раз начав дописывать, он не мог уже остановиться; чем дальше он писал, тем больше увлекался, часто переделывал написанное, менял, вычёркивал…»
Полный рукописный фонд романа превышает 8000 листов. Для сравнения, рукопись романа Флобера «Госпожа Бовари», который он писал 5 лет, составляет 1788 откорректированных страниц (в окончательном варианте — 487 страниц).
У Толстого была идея продолжить роман.

## Персонажи и их прототипы

### Катюша Маслова

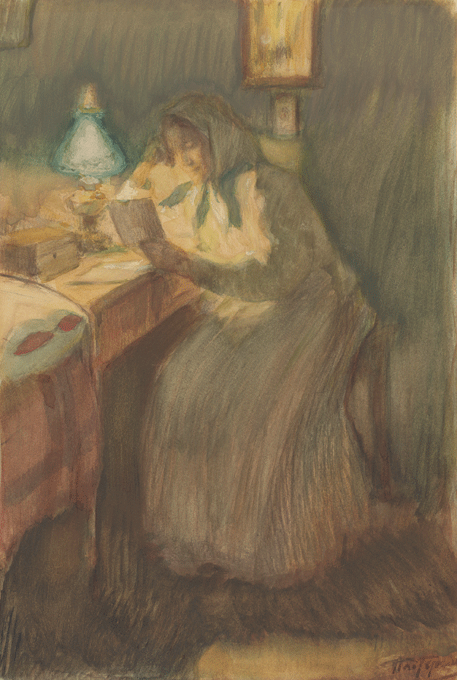
«Маслова – сиделкой в больнице». Иллюстрация Леонида Пастернака

Екатерина Михайловна Маслова — дочь незамужней дворовой женщины, прижитая от проезжего цыгана. В трёхлетнем возрасте, после смерти матери, девочку берут в господский дом две старые барышни, помещицы, и она живёт и воспитывается у них — по определению Толстого, — «полугорничной, полувоспитанницей». Когда ей исполняется шестнадцать лет, она влюбляется в молодого князя Нехлюдова, племянника помещиц, приехавшего погостить к своим тётушкам. Через два года, направляясь к месту службы, чтобы принять участие в Русско-турецкой войне 1877—1878 годов, Нехлюдов вновь заезжает к тётушкам и, пробыв четыре дня, соблазняет девушку, суёт ей сторублёвую бумажку и уезжает. Спустя некоторое время, узнав о своей беременности и потеряв надежду на то, что Нехлюдов вернётся, Маслова ругается с помещицами и просит расчёта. Она рожает ребёнка в доме деревенской вдовы-повитухи, ребёнка отвозят в воспитательный дом, где, как сказали матери, он тотчас по приезде умер. Оправившись после родов, Маслова находит место в доме у лесничего, который, выждав подходящую минуту, насилует её. Вскоре жена лесничего застаёт его с Масловой и кидается бить её. Маслова даёт отпор, происходит драка, вследствие которой её выгоняют, не заплатив заработанные деньги.
Женщина перебирается в город, где после ряда неудачных попыток найти себе подходящее место оказывается в доме терпимости. Чтобы усыпить свою совесть, Маслова составляет себе особое мировоззрение, при котором она может не стыдиться положения проститутки: главное благо всех без исключения мужчин состоит в половом общении с привлекательными женщинами, а она — привлекательная женщина, может удовлетворять или не удовлетворять эту потребность. За семь лет Маслова переменяет два дома терпимости и один раз оказывается в больнице. После она оказывается в остроге по подозрению в отравлении с целью похитить деньги своего клиента, где пробудет в ожидании суда шесть месяцев.
По сравнению с судьбой Розали Они, в романе Толстого реальная история совершенно переосмыслена. С самого начала работы над романом он «приближает» материал, делая его более «личным», а персонажи более понятными для себя. Сцена соблазнения Катюши создаётся Толстым уже на основе личных воспоминаний о своей юношеской связи с горничной Гашей, жившей в доме его тётки: незадолго до смерти Толстой рассказал своему биографу П. И. Бирюкову о «преступлении», которое он совершил в молодости, соблазнив Гашу: «она была невинна, я её соблазнил, её прогнали, и она погибла».
Софья Толстая также писала об этом в своих дневниках: «Я знаю, он сам подробно мне о том рассказывал, что Лев Николаевич в этой сцене описывает свою связь с горничной своей сестры в Пирогове».

### Дмитрий Нехлюдов

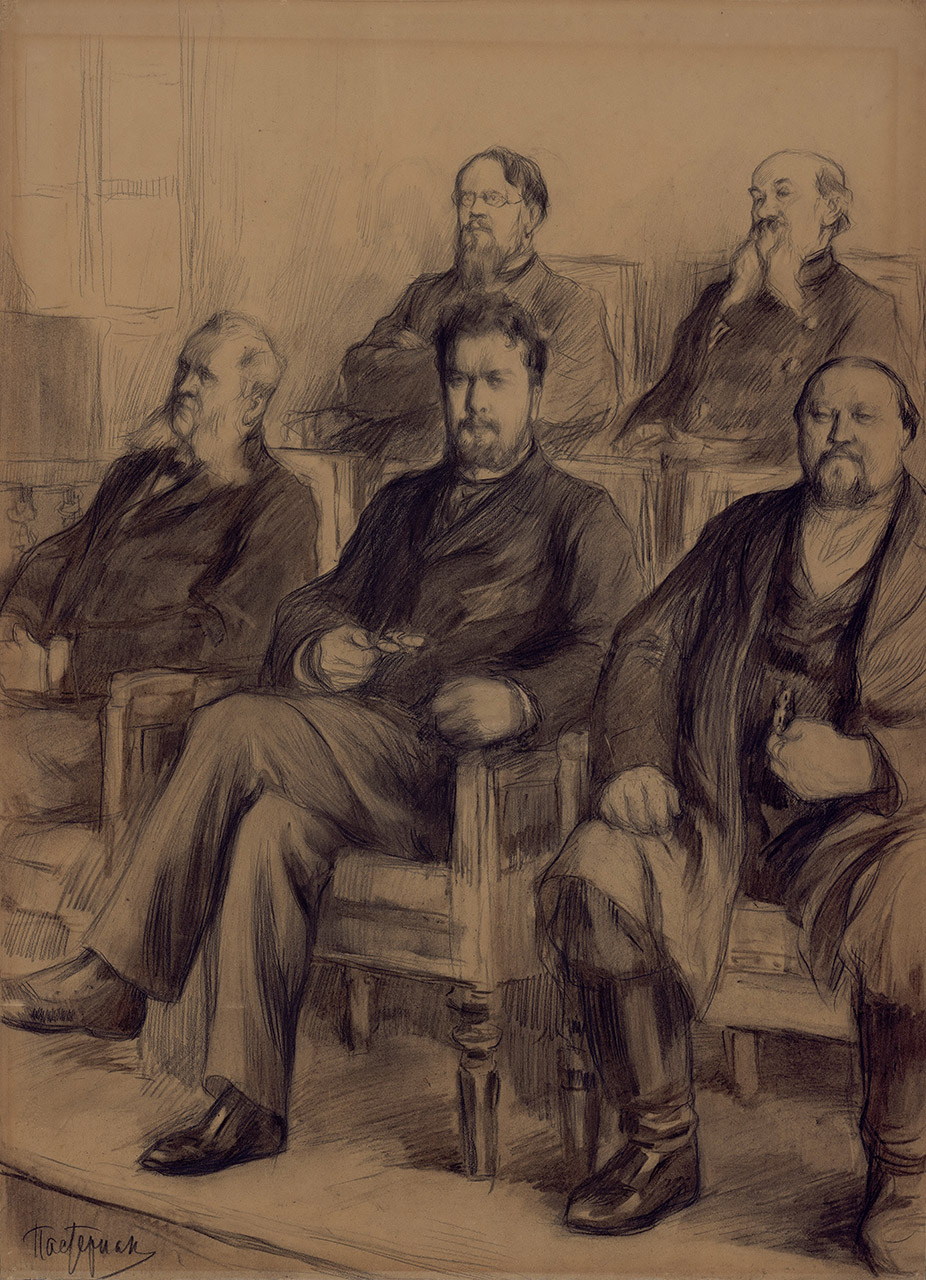
«Нехлюдов – присяжный». Иллюстрация Леонида Пастернака

Дмитрий Иванович Нехлюдов — князь, человек из высшего общества. Молодого Нехлюдова автор характеризует честным, самоотверженным юношей, готовым отдать себя на всякое доброе дело и считавшим своим «настоящим я» своё духовное существо. В юности Нехлюдов, мечтающий сделать всех людей счастливыми, думает, читает, говорит о Боге, правде, богатстве и  бедности; считает нужным умерять свои потребности; мечтает о женщине только как о жене и видит высшее духовное наслаждение в жертве во имя нравственных требований. Такое мировоззрение и поступки Нехлюдова признаются окружающими его людьми странностью и хвастливой оригинальностью. Когда, достигнув совершеннолетия, он, будучи восторженным последователем Герберта Спенсера и Генри Джорджа и считая несправедливым владение землёй, отдаёт крестьянам имение, унаследованное от отца, этот поступок приводит в ужас его мать и родных, и делается постоянным предметом укора и насмешки над ним всех его родственников. Сначала Нехлюдов пытается бороться, но бороться оказывается слишком сложно и, не выдержав борьбы, он сдаётся, делаясь таким, каким хотят его видеть окружающие и совершенно заглушив в себе тот голос, который требует от него чего-то другого. Затем Нехлюдов поступает в военную службу, которая, согласно мировоззрению Толстого, «развращает людей». И вот, уже таким человеком, по пути в полк, он заезжает в деревню к своим тётушкам, где совращает влюблённую в него Катюшу и, в последний день перед отъездом, суёт ей сторублёвую бумажку, утешая себя тем, что «все так делают». Выйдя из армии в чине гвардии поручика, Нехлюдов селится в Москве, где ведёт праздную жизнь скучающего эстета, утончённого эгоиста, любящего только своё наслаждение.
В первом неоконченном наброске будущего романа (тогда ещё «Коневской повести») главного героя зовут Валерьян Юшков, затем, — в том же наброске, — Юшкин. Делая попытки «приблизить» материал, Толстой изначально заимствует для своего героя фамилию своей тётки по отцу П. И. Юшковой, в доме которой он жил в юности.
Принято считать, что образ Нехлюдова во многом автобиографичен, отражает перемену во взглядах самого Толстого в восьмидесятых годах, что желание жениться на Масловой — момент теории «опрощения». И приобщение к Евангелию в конце романа — типичная «толстовщина».
В произведениях Толстого у Дмитрия Нехлюдова из «Воскресения» было несколько литературных предшественников. Впервые персонаж с таким именем появляется у Толстого ещё в 1854 году, в повести «Отрочество» (гл. XXV). В повести «Юность» он становится лучшим другом Николеньки Иртеньева — главного героя трилогии. Здесь молодой князь Нехлюдов один из самых светлых персонажей: умный, образованный, тактичный. Он несколькими годами старше Николеньки и выступает в роли его старшего товарища, помогая ему советами и удерживая от глупых, необдуманных поступков.
Также Дмитрий Нехлюдов — главный герой толстовских рассказов «Люцерн» и «Утро помещика»; к ним можно добавить ещё повесть «Казаки», в процессе написания которой фамилия центрального персонажа — Нехлюдов — была заменена Толстым на Оленин. Все эти произведения во многом автобиографичны, и в образе главных их героев легко угадывается сам Лев Толстой.

## Сюжет
В окружном суде с участием присяжных заседателей слушается дело о похищении денег и отравлении, повлёкшем смерть купца Смелькова. Среди троих обвиняемых в преступлении предстаёт мещанка Екатерина Маслова, занимающаяся проституцией. Маслова оказывается невиновной, но, в результате судебной ошибки, её приговаривают к четырём годам каторги в Сибири.
На суде в числе присяжных заседателей присутствует князь Дмитрий Нехлюдов, который узнаёт в подсудимой Масловой девушку, около десяти лет назад соблазнённую и брошенную им. Чувствуя свою вину перед Масловой, Нехлюдов решает нанять для неё известного адвоката, подать дело к кассации и помочь деньгами.
Поразившая Нехлюдова несправедливость в суде и отношение к этому чиновников вызывают в нём чувство гадливости и отвращения ко всем людям, с которыми ему в этот день, после суда, приходится видеться и, особенно, к представителям того высшего общества, которое окружает его. Он думает поскорее отделаться от присяжничества, от окружающего его общества и уехать за границу. И вот, рассуждая над этим, Нехлюдов вспоминает Маслову; сначала арестанткой — какой он её видел на суде, а затем, в его воображении, одна за другой, начинают возникать минуты, пережитые с нею.
Вспоминая свою жизнь, Нехлюдов чувствует себя мерзавцем и негодяем, и начинает сознавать, что всё то отвращение к людям, которое он испытывал весь этот день, по сути было отвращением к самому себе, к той праздной и скверной жизни, которую он вёл и, естественно, находил для себя общество людей, ведущих такую же жизнь, как и он. Желая во что бы то ни стало порвать с этой жизнью, Нехлюдов больше не думает о загранице — которая была бы обычным бегством. Он решает покаяться перед Катюшей, сделать всё, чтобы облегчить её судьбу, просить прощения «как дети просят», и если нужно будет, жениться на ней.
В таком состоянии нравственного прозрения, душевного подъёма и желания каяться, Нехлюдов приходит в острог на свидание с Катюшей Масловой, но, к удивлению и ужасу своему, видит, что та Катюша, которую он знал и любил, давно умерла, её «не было, а была одна Маслова» — уличная девка, которая смотрит на него, блестящими «нехорошим блеском» глазами, как на одного из своих клиентов, просит у него деньги, а когда он их передаёт и пытается высказать то главное, с чем он пришёл, она вовсе не слушает его, пряча от надзирательницы взятые деньги себе за пояс.
«Ведь это мёртвая женщина» — думает Нехлюдов, глядя на Маслову. В его душе, на мгновение, просыпается «искуситель», который говорит ему, что уже ничего он с этой женщиной не сделает и надо лишь дать ей денег и оставить её. Но это мгновение проходит. Нехлюдов побеждает «искусителя», оставшись твёрдым в своих намерениях.

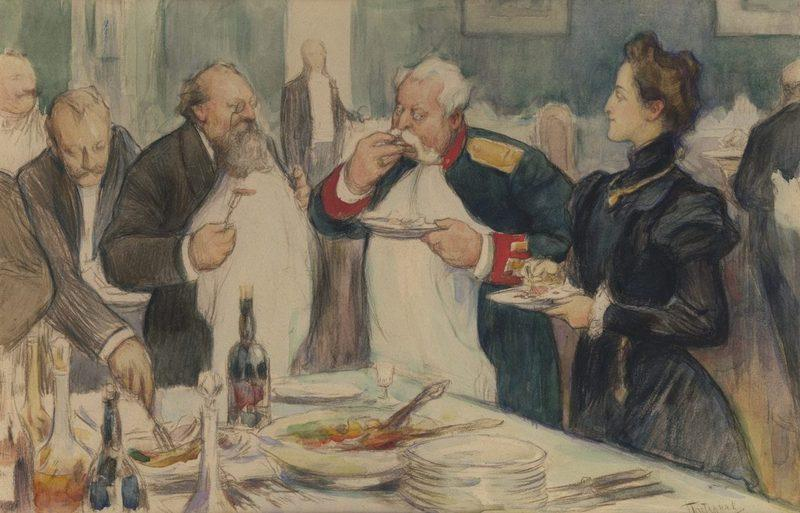
«Закуска в доме Корчагиных». Иллюстрация Леонида Пастернака

Наняв адвоката, Нехлюдов составляет кассационное прошение в сенат и уезжает в Петербург, чтобы самому присутствовать при рассмотрении дела. Но, несмотря на все его усилия, кассация отклоняется, голоса сенаторов разделяются и приговор суда остаётся без изменения.
Вернувшись в Москву, Нехлюдов привозит с собой для подписи Масловой прошение о помиловании на «высочайшее имя», в успех которого он уже не верит, и через несколько дней, вслед за партией заключённых, с которой этапируется Маслова, отправляется в Сибирь.
На время продвижения по этапам Нехлюдову удаётся выхлопотать перевод Масловой из отделения уголовных заключённых к политическим. Этот перевод улучшает её положение во всех отношениях, а сближение с некоторыми из политических заключённых оказывает на Маслову «решительное и самое благотворное влияние». Благодаря своей подруге Марье Павловне Катюша осознаёт, что любовь не заключается в одной «половой любви», а благотворение — это необходимая человеку «привычка», «усилие», которое должно составлять «дело жизни».
В течение всего повествования Толстой постепенно «воскрешает» души своих героев. Ведёт их по ступеням нравственного совершенствования, возрождая в них «духовное существо» и вознося его над «животным». Это «воскресение» открывает для Нехлюдова и Масловой новое миропонимание, делая их участливыми и внимательными ко всем людям.

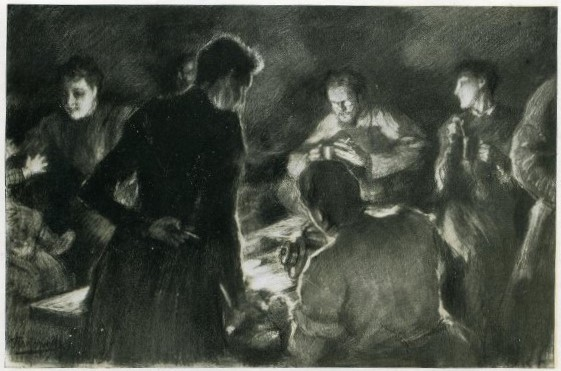
«Политические на полу-этапе». Иллюстрация Леонида Пастернака

В конце романа партия Масловой, пройдя около пяти тысяч вёрст, прибывает в крупный сибирский город с большой пересыльной тюрьмой. В почтамт этого города стекалась вся почта, которая шла из центра России Нехлюдову (находясь в постоянном движении по этапам, он просто не мог получать писем). Разбирая почту, Нехлюдов находит письмо своего друга юности Селенина. Вместе с письмом Селенин высылает Нехлюдову копию официальной бумаги с помилованием Масловой, согласно которой каторжные работы заменяются поселением в Сибири.
С известием о помиловании Нехлюдов приходит на свидание с Масловой. На этом свидании он говорит ей, что как только получится официальная бумага, они смогут решить, где поселиться. Но Маслова отказывает Нехлюдову. За время своего пребывания с политическими заключёнными она близко познакомилась со ссылаемым в Якутскую область Владимиром Симонсоном, который влюбился в неё. И несмотря на то, что Нехлюдов был и оставался единственным мужчиной, которого она по-настоящему любила, Маслова, не желая более жертвы Нехлюдова и боясь, что она испортит ему жизнь, выбирает Симонсона.
Простившись с Масловой, Нехлюдов обходит тюремные камеры острога вместе с путешествующим англичанином, в качестве его переводчика, и только поздним вечером, в уставшем и подавленном состоянии, возвращается в номер своей гостиницы. Оставшись один, Нехлюдов вспоминает всё виденное им за последние месяцы: то «страшное зло», которое он видел и узнал в кабинетах чиновников, в судах, в тюрьмах и т. д.; зло, которое «торжествовало, царствовало, и не виделось никакой возможности не только победить его, но даже понять, как победить его». Всё это теперь поднимается в его воображении и требует разъяснения. Устав думать над этим, Нехлюдов садится на диван и «машинально» открывает Евангелие, подаренное ему англичанином.
Читая Евангелие, Нехлюдов не спит всю ночь, «как губка воду» впитывая «в себя то нужное, важное и радостное, что открывалось ему в этой книге» и находя для себя ответы на все мучившие вопросы. Таким образом, заканчивая свой роман, в последней главе его, Лев Толстой устами Дмитрия Нехлюдова, высказывает свой взгляд на христианское учение. Показательно, что изначально, по свидетельству С. И. Танеева, роман имел «благополучное окончание», описывавшее жизнь героев в Англии, однако в августе 1895 года писатель решил отказаться от такой концовки.
В евангельском понимании Толстого «„Воскресение“ <…> восстание любви из гроба тела», «из гроба своей личности».

## Отклики
Современники приняли роман восторженно. «И вот на таких-то созданиях кончается XIX-й век и наступает ХХ-й», — писал В. В. Стасов.
По мнению Ленина, в этом произведении Лев Толстой «обрушился со страстной критикой на все современные государственные, церковные, общественные, экономические порядки, выразил непосредственный и искренний протест против общества лжи и фальши».
Положительно отозвался о произведении Антон Чехов: «Это замечательное художеств<енное> произведение. Самое неинтересное — это всё, что говорится об отношениях Нехлюдова к Катюше, и самое интересное — князья, генералы, тётушки, мужики, арестанты, смотрители. <...> Конца у повести нет, а то, что есть, нельзя назвать концом. Писать, писать, а потом взять и свалить всё на текст из евангелия, — это уж очень по-богословски. Решать всё текстом из евангелия — это так же произвольно, как делить арестантов на пять разрядов. <...> Надо сначала заставить уверовать в евангелие, в то, что именно оно истина, а потом уж решать всё текстами». Он же называл отношения Нехлюдова и Катюши «довольно не ясными и сочинёнными».
Максим Горький видел в романе итоговое произведение Толстого.
В книге Горького «Заметки из дневника» приведён отзыв Уильяма Джеймса: «Меня особенно удивили две книги: «Воскресение» Толстого и «Карамазовы» Достоевского, — мне кажется, что в них изображены люди с другой планеты, где всё иначе и лучше. Они попали на землю случайно и раздражены этим, даже — оскорблены. В них есть что-то детское, наивное и чувствуется упрямство честного алхимика, который верит, что он способен открыть «причину всех причин». Очень интересный народ, но, кажется, вы работаете впустую...» Этот отзыв совпадает с другими отзывами Джеймса о русской литературе.

## Художественные особенности
Сложность работы над романом была связана отчасти тем, что традиционные классические формы XIX века Толстой считал устаревшими. В письме Лескову он пишет: «совестно писать про людей, которых не было и которые ничего этого не делали. Что-то не то. Форма ли эта художественная изжила, повести отживают, или я отживаю?» В «Воскресении» же Толстой делает попытку создать роман нового типа: изживающий «романический» любовный сюжет с детальной психологической проработкой бы сменился, в частности, социально-политическими вопросами. «Новый» роман должен был стать энциклопедическим романом — романом, который соединил в себе особенности жанров, разрабатывавшихся Толстым в это время: народного рассказа, повести, публицистики, трактата, «Исповеди».
Как отмечали советские литературоведы, отзывы Чехова об основной сюжетной линии, о «сочинённых» отношениях Нехлюдова и Катюши всё же справедливы: «Эти суждения Чехова, высказанные под непосредственным впечатлением от только что прочитанного романа, при всей своей беглости, отрывочности и неаргументированности, «ухватывают», пожалуй, противоречие, которое Толстой напряжённо преодолевал в процессе многолетнего писания романа, — между «романическим» сюжетом (отношения Катюши и Нехлюдова) и безгранично расширившимся социально-политическим, нравственно-философским, жизненным содержанием».

## Влияние на искусство
Вскоре после выхода романа стало сказываться его прямое влияние на мировую литературу. Уже в 1903 году швейцарский писатель Эдуар Род издал роман «Тщетные усилия» (L’Inutile effort), пользующийся частью сюжетных линий Толстого, причём герои обсуждают роман Льва Толстого между собой. Влияние романа сказалось на замысле романа Голсуорси «Остров фарисеев» (The Island Pharisees, 1904). В романе венесуэльского писателя Ромуло Гальегоса «Рейнальдо Соляр» (El último Solar, 1920) герой увлекается Толстым, хотя следование идеям графа — самостоятельное возделывание земли и женитьба на проститутке — оказываются смехотворны.
П. Басинский: «Без „Воскресения“ с крохотным эпизодом соблазнения Катюши Масловой аристократом Нехлюдовым не было бы всех „Тёмных аллей“ Ивана Бунина, как не было бы и многих религиозно-художественных исканий XX века. Этим романом Толстой открывал материк, который XX век, по сути, бесконечно осваивал. Без „Воскресения“ не было бы и „Матери“ Горького, а, возможно, и „социалистического реализма“ с его попыткой подгона реальности под идеологию, чем мучительно занимались советские мастера слова».
Во французском фильме 1965 года «Гром небесный» главный герой, взявший к себе жить проститутку, обсуждает с пастором и офицером полиции роман Толстого.
В советском фантастическом фильме «Отроки во Вселенной» (1974) герои Миша и Катя обсуждают роман на борту звездолёта.

## Адаптации

### Театральные драматические постановки
- 1930 — Московский Художественный театр (В. И. Немирович-Данченко)
- 1998 — Малый театр (Э. Е. Марцевич)
- 2023 — Театр им. Ленсовета (А. Заббаров)
- 2024 – Александринский театр (Н.Кобелев)

### Оперные постановки
Среди оперных переложений романа — Risurrezione итальянского композитора Франко Альфано, Vzkriesenie словацкого композитора Яна Киккера и Resurrection американского композитора Тода Маховера.

### Экранизации
- 1907 — Воскресение / En Opstandelse (Дания), режиссёр Вигго Ларсен
- 1909 — Воскресение[англ.] Воскресение / Resurrection (США), режиссёр Дэвид Гриффит, Катюша Маслова — Флоренс Лоуренс, Дмитрий Нехлюдов — Артур Джонсон[англ.]
- 1909 — Воскрешение — США, режиссёр Дэвид Уорк Гриффит
- 1910 — Воскресение[фр.], / Résurrection (Франция), режиссёры Андре Кальметт, Анри Дефонтен[фр.]
- 1910 — Воскресение / Fukkatsu (Япония)
- 1912 — Воскресение[англ.] / Resurrection (США), режиссёр Дэвид Гриффит, Катюша Маслова — Бланш Уолш[фр.]
- 1914 — Песнь Катюши / Katyusha no uta (Япония)
- 1914 — Катюша / Katyusha (Япония), режиссёр Киямацу Хосояма
- 1915 — Воскресение женщины[англ.]/ A Woman’s Resurrection (США), режиссёр Гордон Эдвардс, Катюша Маслова — Бетти Нансен, Дмитрий Нехлюдов — Уильям Келли
- 1915 — Катюша Маслова — Россия, режиссёр Пётр Чардынин, Катюша Маслова — Наталья Лисенко
- 1917 — Воскресение[итал.]/ Resurrezione — Италия, режиссёр Марио Казерини, Катюша Маслова — Мария Якобини, Дмитрий Нехлюдов — Андреа Хабэй
- 1918 — Воскресение[англ.]/ Resurrection — США, режиссёр Эдвард Хосе[англ.], Катюша Маслова — Полин Фредерик, Дмитрий Нехлюдов — Роберт Эллиот
- 1923 — Катюша Маслова / Katjuscha Maslowa — Германия, режиссёр Фридрих Цельник, Катюша Маслова — Лия Мара, Дмитрий Нехлюдов — Рудольф Форстер
- 1923 — Воскресение[фр.] / Résurrection Франция. Режиссёр Марсель Л’Эрбье, Катюша Маслова — Эмми Линн[фр.]
- 1927 — Воскресение[англ.] /Resurrection США, режиссёр Эдвин Кэруи[англ.], Катюша Маслова — Долорес дель Рио, Дмитрий Нехлюдов — Род Ла Рок,
- 1931 — Воскресение[англ.] / Resurrection — США. Режиссёр Эдвин Кэруи[англ.], Катюша Маслова — Лупе Велес, Дмитрий Нехлюдов — Джон Боулс[англ.]
- 1931 — Воскресение[англ.] / Resurrección — США, режиссёры Эдуардо Аросамена[англ.], Дэвид Селман[англ.]. Катюша Маслова — Лупе Велес, Дмитрий Нехлюдов — Гилберт Роланд
- 1934 — Мы снова живы / We Live Again — США. Режиссёр Рубен Мамулян, Катюша Маслова — Анна Стэн, Дмитрий Нехлюдов — Фредрик Марч
- 1937 — Как трудно любить и ненавидеть / Aien kyo, Япония, режиссёр Кэндзи Мидзогути. Действие перенесено в Японию.
- 1938 — Воскресение / Dniya Kya Hai — Индия. Режиссёр Г.П. Павар
- 1943 — Воскресение[англ.] / Resurrección — Мексика. Режиссёр Хильберто Мартинес Соларес. Действие перенесено в Мексику начала XX века
- 1944 — Воскресение[итал.] / Resurrezione— Италия. Режиссёр Флавио Кальсавара[итал.]. Катюша Маслова — Дорис Дуранти[итал.], Дмитрий Нехлюдов — Клаудио Гора
- 1958 — Воскресение / Auferstehung — Франция, Италия, Германия (ФРГ). Режиссёр Рольф Ханзен, Маслова — Мириам Брю, Дмитрий Нехлюдов — Хорст Буххольц
- 1960 — «Воскресение» — СССР. Режиссёр Михаил Швейцер. Катюша Маслова — Тамара Сёмина, Дмитрий Нехлюдов — Евгений Матвеев
- 1962 — Дело совести / A Matter of Conscience, Великобритания. ТВ. Катюша Маслова — Билли Уайтлоу, Дмитрий Нехлюдов — Гарри Х. Корбет[англ.]
- 1965 — Воскресение / Resurrezione — Италия (сериал). Режиссёр Франко Энрикес[итал.]. Катюша — Валерия Морикони, Дмитрий Нехлюдов — Альберто Лупо
- 1966 — Воскресение / Resurrección — Испания (6 эпизодов телесериала «Роман», режиссёр Альберто Гонсалес Вергел. Катерина Маслова — Мария Массип, Дмитрий — Хулио Нуньес
- 1968 — Воскресение / Resurrection, Великобритания ТВ, Сериал, режиссёр Дэвид Гайлз[англ.], Катерина Маслова — Бриджет Тернер[англ.], Дмитрий Нехлюдов— Алан Доби[англ.]
- 1971 — «Воскресение» / Resurrección, Испания, ТВ, режиссёр Марсело Домингес, эпизод телесериала «Великие романы»
- 1977 — «Воскресение» / Resurrección, Венесуэла, телесериал
- 1996 — Тёмная часть души[англ.], Шри-Ланка, режиссёр Прасанна Витанаге[англ.].
- 2001 — Воскресение / Resurrezione — Германия, Франция, Италия. Режиссёры Паоло и Витторио Тавиани. Катюша Маслова — Стефания Рокка, Дмитрий Нехлюдов — Тимоти Пич[англ.].
- 2019 — Воскресение / Resurrezione, Италия, режиссёр Тонино Де Бернарди[англ.].